# ヘキサゴン (スウェーデンの企業)
ヘキサゴン（スウェーデン語: Hexagon AB、略称HxGN）は、スウェーデン・ストックホルムに本社を置き、測定用ハードウェアおよびソフトウェアを開発・提供する多国籍企業。世界50カ国以上に拠点を持ち、測定機メーカーとしては世界最大手である。日本法人はヘキサゴン・メトロジー株式会社。ヘキサゴングループ会社の日本法人ではライカジオシステムズ株式会社、エムエスシーソフトウェア株式会社がある。ナスダック・ストックホルム上場企業（Nasdaq Nordic HEXA B）。

## 沿革
ヘキサゴンは1992年に設立、2001年に、アメリカ合衆国・ロードアイランド州の工作機械企業の老舗であるブラウンシャープ（Brown & Sharpe Inc.、1833年設立）と、カリフォルニア州の計測機器メーカーであるWilcox and Associates Inc.を相次いで買収し、企業買収によるグループの拡大を続けている。
2002年にスウェーデンの測定機器メーカーの老舗であるCE Johansson（1911年設立）を買収、2005年にスイス・ザンクト・ガレン州の位置情報計測システムメーカーであるライカジオシステムズ（Leica Geosystems AG）を買収、2009年にドイツのマルチセンサー三次元測定器メーカーのMahr Multisensor GmbHとMycrona GmbHを相次いで買収、2010年にアメリカ合衆国・アラバマ州の位置情報測定ソフトウェア開発企業のインターグラフ（Intergraph Corporation）を買収し合併、2013年にヴァージニア州の三次元測定ソフトウェア開発企業のNew River Kinematics Inc.を買収、2014年にイギリスのCAD/CAMソフトウェア開発企業のヴェロソフトウェア（Vero Software Ltd）を買収しグループ企業に加え、2017年にカリフォルニア州のCAEソフトウェア開発企業のMSCソフトウェアを買収しグループ企業に加えた。
ヘキサゴンの事業は現在、地理空間把握システム（インターグラフの後身）、測位システム（ライカジオシステムズの後身）、Manufacturing Intelligence（本部はイギリス・ロンドン）、Agriculture Intelligence（本部はブラジル・フロリアノーポリス）、鉱業（本部はアリゾナ州ツーソン）、Positioning Intelligence（本部はカナダ・カルガリー）などの各部門に分かれている。地域としては、ヨーロッパと南北アメリカがそれぞれ売上の約4割を占めている。

## 日本法人
日本法人「ヘキサゴン・メトロジー株式会社」は、ヘキサゴンの一部門であるHexagon Manufacturing Intelligenceの日本法人にあたる。相模原市にオフィスを持ち、航空宇宙産業や自動車・医療機器など各分野のメーカーを対象に、三次元測定機やレーザースキャナーなどの測定用ハードウェア、CAEやCAD/CAM向けの測定用ソフトウェアを提供している。
なお、ヴェロソフトウェアおよびMSCソフトウェアの各日本法人は、現在もヘキサゴン日本法人とは独立した組織として運営されている。
同じくHexagonグループ会社のLeica Geosystems の日本法人のライカジオシステムズ株式会社は東京都港区三田にオフィスを構えており、測量・土木・建設・電力・プラント・運輸・エンタメ・文化遺跡など多岐にわたる業界向けに測量機器とソフトウェアを提供している。昨今、日本では特に3次元データを取得する３Dレーザースキャナーを使用するユーザーが増えている。